# Ilie Tudor
Ilie Tudor (n. 11 iulie 1924, București) este un scrimer român, care a luat parte la Jocurile Olimpice de vară din 1952 de la Helsinki.

## Carieră
A practicat scrima la cele trei arme (sabie, floretă, spadă) la CS Progresul Finanțe Bănci cu antrenorul Angelo Pellegrini. A fost campion național de patru ori la floretă (în 1943, 1948, 1950 și 1959), iar de două ori la spadă (în 1954 și 1955) și la sabie (în 1946 și 1953). La Jocurile Olimpice din 1952 a reprezentat România la trei probe de scrimă, fiind eliminat în primul tur la floretă pe echipe și la sabie pe echipe, dar ajungând în semifinale la sabie individual. A câștigat turneele internaționale de la Sofia (1954), București (1955) și Leipzig (1955 și 1957).
După ce s-a retras a devenit antrenor de scrimă la Ploiești și București, fiind secundul maestrului Nicolae Pufnei, apoi în Grecia.